# Oleksandr Onufrijew
Oleksandr Onufrijew (ukrainisch Олександр Онуфрієв; englisch Oleksandr Onufriyev; * 15. Februar 2002) ist ein ukrainischer Leichtathlet, der sich auf den Stabhochsprung spezialisiert hat.

## Sportliche Laufbahn
Erste internationale Erfahrungen sammelte Oleksandr Onufrijew im Jahr 2021, als er bei den U20-Balkan-Meisterschaften in Istanbul mit übersprungenen 5,00 m die Goldmedaille gewann. Anschließend gewann er bei den U20-Europameisterschaften in Tallinn mit 5,44 m die Bronzemedaille und brachte dann bei den U20-Weltmeisterschaften in Nairobi keinen gültigen Versuch zustande. 2023 belegte er bei den Balkan-Meisterschaften in Kraljevo mit 5,20 m den vierten Platz und im Jahr darauf gewann er bei den Balkan-Hallenmeisterschaften in Istanbul mit 5,40 m die Silbermedaille hinter dem Griechen Ioannis Rizos. Ende Mai belegte er bei den Freiluft-Balkan-Meisterschaften in Izmir mit 5,00 m den fünften Platz. 2025 wurde er bei der 1. Liga der Team-Europameisterschaft in Madrid mit 5,70 m Zweiter im B-Finale und anschließend belegte er bei den Balkan-Meisterschaften in Volos mit 5,55 m den vierten Platz.
2024 wurde Onufrijew ukrainischer Meister im Stabhochsprung im Freien sowie von 2023 bis 2025 in der Halle.